# Xã Leoni, Michigan
Xã Leoni (tiếng Anh: Leoni Township) là một xã thuộc quận Jackson, tiểu bang Michigan, Hoa Kỳ. Năm 2010, dân số của xã này là 13.807 người.